# برزینا (ناحیه روکیتسانی)
برزینا (به چکی: Březina) یک منطقهٔ مسکونی در جمهوری چک است که در ناحیه روکیتسانی واقع شده‌است. برزینا ۷٫۶۲ کیلومتر مربع مساحت و ۳۵۳ نفر جمعیت دارد و ۴۸۳ متر بالاتر از سطح دریا واقع شده‌است.